# Cabo Bodega
El cabo Bodega (en inglés: Bodega Head, literalmente, 'Cabeza Bodega') es un pequeño promontorio en la costa del Pacífico del norte de California en los Estados Unidos. Está situado en el condado de Sonoma, aproximadamente a unos 64 km al noroeste de la ciudad de San Francisco y a unos 32 km al oeste de Santa Rosa. El cabo honra la memoria del explorador español-peruano al servicio de la Armada Española Juan Francisco de la Bodega y Quadra, que reconoció y cartografió por vez primera el área en 1775.
La península, que tiene aproximadamente 6,4 km de largo y 1,6 km de ancho, emerge de la costa hacia el sur. Alberga la superficial de la bahía Bodega y la parte interna conocida como Puerto Bodega (Bodega Harbor). La playa estatal Costa Sonoma cuenta con varias playas y dunas en el lado sur del promontorio. La Universidad de California en Davis desarrolla un programa de biología marina en curso en el Laboratorio Marino de Bodega. El laboratorio está ubicado en los terrenos de Reserva Marina Bodega, que es parte del Sistema de Reservas Naturales de la Universidad de California. La península es considerada como un lugar privilegiado para observar la migración de las ballenas. También es uno de los tres puntos del triángulo rojo, una importante zona de alimentación para el gran tiburón blanco. En la zona hay una serie de rutas que son un destino popular para el senderismo recreativo.
Bodega Head State Marine Reserve & Bodega Head State Marine Conservation Area protegen las aguas de la zona. Al igual que los parques submarinos, estas áreas marinas protegidas ayudan a conservar la fauna marina salvaje y los ecosistemas marinos.
La península probablemente estuvo habitada por el pueblo  Miwok de la costa antes de la llegada de los europeos. Campbell Cove, en el lado este del promontorio, es uno de los lugares en los que se piensa pudo ser el lugar de desembarco en 1579 de sir Francis Drake.